# Cyfrowa szkoła
Cyfrowa szkoła – „Rządowy program rozwijania kompetencji uczniów i nauczycieli w zakresie stosowania technologii informacyjno-komunikacyjnych – Cyfrowa szkoła”.
Program składa się z 4 komponentów:
- e-szkoła: wyposażenie (doposażenie) szkół podstawowych w sprzęt komputerowy (do wykorzystania w szkole);
- e-uczeń: zakup urządzeń cyfrowych dla uczniów (do wykorzystania w szkole i w domu)[1];
- e-nauczyciel: przeszkolenie 40 „e-trenerów” i 1200 „e-moderatorów” i 19 tysięcy e-koordynatorów szkolnych w zakresie stosowania technologii informacyjno-komunikacyjnych (TIK);
- e-podręczniki: przygotowanie 18 nieodpłatnych e-podręczników i 2500 otwartych zasobów edukacyjnych, dostępnych na wolnej licencji Creative Commons, które będą dostępne na otwartym publicznym portalu edukacyjnym dla uczniów i nauczycieli[2].

Za program odpowiedzialne są Ministerstwo Edukacji Narodowej oraz Ministerstwo Administracji i Cyfryzacji. Projekt e-nauczyciel i e-podręczniki realizowane są przez agendę MEN – Ośrodek Rozwoju Edukacji.
Całkowity koszt programu e-szkoła i e-uczeń to 61 mln zł. W 2012 r. na jego realizację przewidziano w budżecie państwa 50 mln zł (w tym 44 mln zł na zakup pomocy dydaktycznych). Wkład własny samorządów oszacowano na co najmniej dodatkowe 11 mln zł. Na e-zasoby edukacyjne, w tym e-podręczniki w latach 2012-2015 zaplanowano do wydania 49 mln zł ze środków unijnych (Europejskiego Funduszu Społecznego). Na realizację zadań w obszarze e-nauczyciel przewidziane jest 20 mln zł środków unijnych (Europejski Fundusz Społeczny).